# 関口功
関口 功（せきぐち いさお、1927年3月21日 - 2016年4月8日）は、日本のアメリカ文学者、翻訳家。
アメリカの黒人文学が専門。

## 略歴
東京出身。明治大学専門部文科文芸科、早稲田大学第二文学部英文科を卒業。明治大学文学部助教授、1968年教授。文学部長、1997年定年退任。

## 著書
- 『アメリカ黒人の文学』（南雲堂フェニックス） 2005

## 翻訳
- 『シルマー家の遺産』（エリック・アンブラー、早川書房、世界探偵小説全集） 1954
- 「わたしのように黒く」（ジョン・ハワード・グリフィン、筑摩書房、現代世界ノンフィクション全集24） 1967
- 『将軍』（アラン・シリトー、早川書房、ハヤカワ・ノヴェルズ） 1970
- 『ジェームズ・ボールドウィンの怒りの遍歴』（ファーン・マージャ・エックマン、冨山房） 1970
- 『アメリカ文学思想の背景』（ロッド・W・ホートン, ハーバート・W・エドワーズ、白石佑光共訳、小川出版） 1972
- 『首のないキューピッド』（ジルファ・キートリー・スナイダー、オールトン・レイブル絵、冨山房） 1975
- 『魔女の猫ウォーム』（ジルファ・キートリー・スナイダー、冨山房） 1977

## 記念論文集
- 『アメリカ黒人文学とその周辺 関口功教授退任記念論文集』（南雲堂フェニックス） 1997